# Kuranko
I Kuranko (anche Koranko, Kouranko o altre forme simili) sono un gruppo etnico di ceppo mandé che vive principalmente in Sierra Leone nordorientale e in Guinea meridionale, e in misura minore in Liberia.. Parlano la lingua kuranko, appartenente alla famiglia delle lingue mande.
I Koranko sono un popolo pacifico che ha mantenuto un'identità etnica separata, nonostante anni di mescolanze tribali. Sono nominalmente un popolo islamico, ma molti Kuranko seguono ancora le credenze religiose tradizionali, identificandosi come musulmani senza aderire in modo rigido a tutti i protocolli di questa religione. Parlano una lingua simile alle lingue mandingo, mutualmente intelligibile con quella dei loro vicini e stretti alleati, i Mandinka e i Susu. Occupano una regione montuosa all'interno degli altopiani nord-orientali della Sierra Leone, che si estende fino alla Guinea. Questa regione è priva di sistemi stradali adeguati e non è facilmente accessibile, lasciando i Kuranko socialmente isolati. Ciò potrebbe spiegare perché la maggior parte dei Kuranko ha mantenuto la propria cultura e religione tradizionale.
Secondo la tradizione, i kuranko facevano parte della élite militare dell'Impero del Mali, e si trasferirono nella regione attuale dopo il collasso dell'impero, guidati dal leader guerriero Mansa Kama. Kama era incaricato di proteggere la rotta commerciale verso la costa dell'attuale Sierra Leone, e alla fine del 1600, viaggiò ampiamente attraverso l'area con un alfa islamico, combattendo numerose battaglie lungo il percorso e fondando alcune città, tra cui Kamadugu, che porta il suo nome, e Kholifa. Alla fine si stabilì a Rowala, che divenne il centro del nuovo paese kuranko, di cui rimase il leader fino alla sua morte.
I Kuranko sono principalmente cacciatori e commercianti, con queste attività che superano l'agricoltura come occupazione principale. Poiché le loro origini sono nelle terre della savana sudanese, hanno adottato misure per preservare il loro habitat, inclusa l'accensione di fuochi come parte del processo di caccia, per garantire che la grande vita vegetale e i boschi non dominino l'ambiente naturale. La cultura kuranko condivide molti aspetti con quella degli altri popoli mandé sudoccidentali, in particolare l'uso delle maschere rituali e i riti di iniziazione promossi dalle società segrete come la Poro e la Sande.

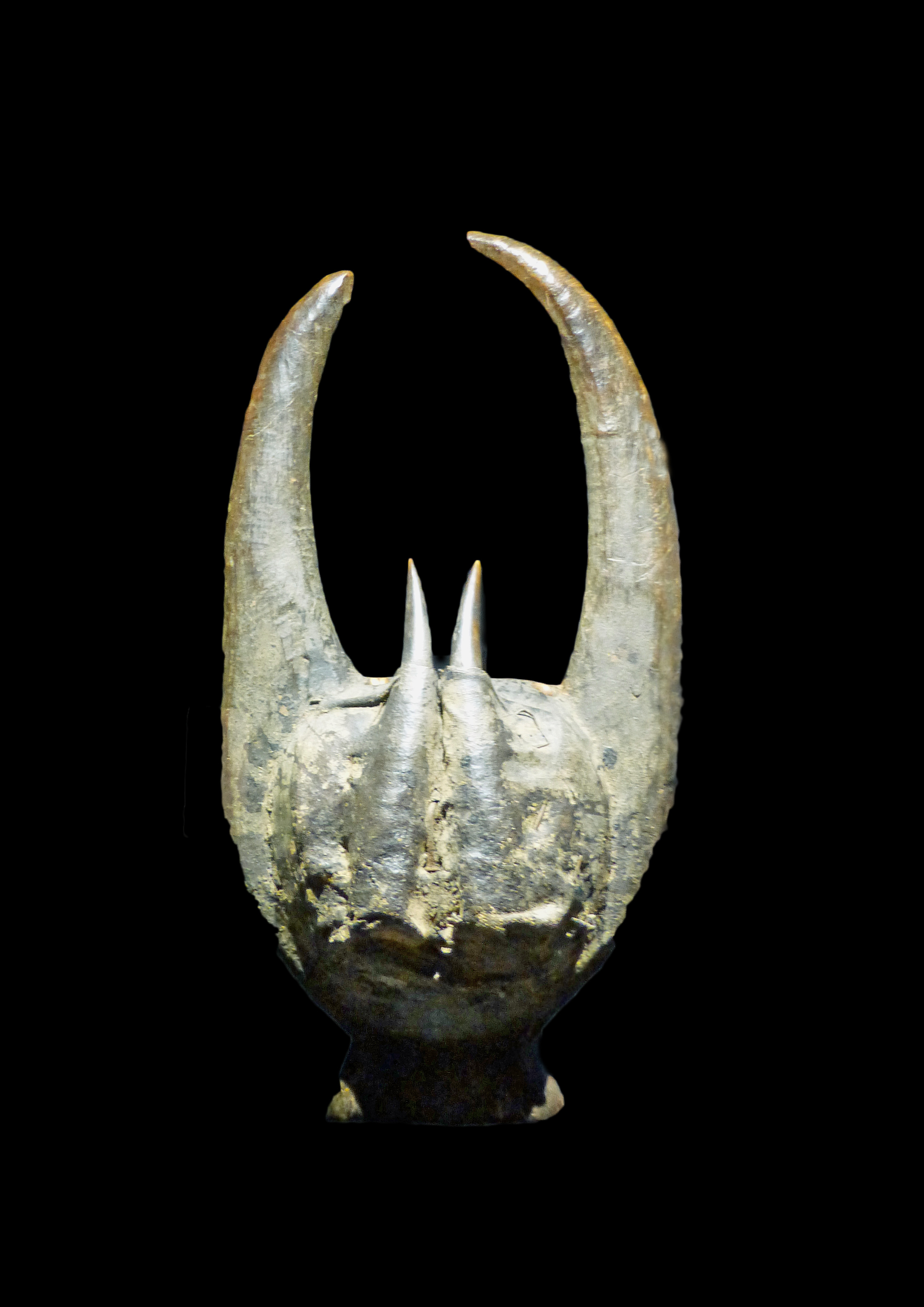
Maschera kuranko